# Дворац Нојхаузен
Дворац Нојхаузен, званично Дворац у Српској Црњи се налази у Српској Црњи, поред главног пута који води за Румунију, на око пола километра од граничног прелаза. Окружен је парковски уређеном површином, на некадашњем имању грофа Чекоњића, а у непосредној близини мајура „Јулија”. Саградио га је немачки обавештајац и генерал – Франц Нојхаузен, коме је дворац требало да служи као летњиковац за одмор и лов. Ово је једини дворац на подручју Баната који је подигнут за време Другог светског рата, у периоду од 1941. до 1943. године, за потребе високог официра немачке окупационе војске, а последњи у низу подигнутих двораца у Војводини, који се граде у периоду од осамнаестог века до почетка Другог светског рата.
По предањима, дворац је пројектовао непознати руски заробљеник – архитекта, очигледно способан да одговори захтевима наручиоца и пројектује складно и функционално архитектонско дело. Дворац је изведен у еклектичком маниру са елементима класицизма и барока.
Из дворишног трема се улази у салон са камином и дрвеном касетираном таваницом. Лево од салона је економски део (кухиња), а десно још једна сала за обедовање. На спрату се налази још један салон који је са холом повезан са три отвора, од којих су два крајња застакљена витражима. Витражи су урађени у маниру арт декоа и преставају два свеца са својим атрибутима; један је свети Хуберт – заштитник ловаца, који у руци држи бискупску палицу, а други је свети Елигије – заштитник занатлија, који у руци држи цркву.
Власник дворца је Општина Нова Црња, а од 1981. године се у њему налази мотел са рестораном. На спрату и поткровљу се налази 14 хотелских соба.

## Галерија
- Поглед на дворац са југоистока
- Поглед са истока
- Поглед са североистока
- Трпезарија